# Saprinus
Saprinus es un género de escarabajos de la familia Histeridae.

## Especies
- Saprinus aberlenci
- Saprinus acuminatus
- Saprinus addendus
- Saprinus aegialius
- Saprinus aegyptiacus
- Saprinus aeneolus
- Saprinus aeneus
- Saprinus aequalis
- Saprinus aeratus
- Saprinus africanus
- Saprinus algericus
- Saprinus alienus
- Saprinus amethystinus
- Saprinus apteli
- Saprinus artensis
- Saprinus austerus
- Saprinus australis
- Saprinus basalis
- Saprinus beduinus
- Saprinus bicolor
- Saprinus bicoloroides
- Saprinus biguttatus
- Saprinus bimaculatus
- Saprinus biplagiatus
- Saprinus blissonii
- Saprinus bousaadensis
- Saprinus brenskei
- Saprinus brunnivestis
- Saprinus buqueti
- Saprinus caeruleatus
- Saprinus caerulescens
- Saprinus calatravensis
- Saprinus cariniceps
- Saprinus cavalieri
- Saprinus centralis
- Saprinus chalcites
- Saprinus chathamensis
- Saprinus concinnus
- Saprinus confalonierii
- Saprinus cribellatus
- Saprinus cruciatus
- Saprinus crypticus
- Saprinus cupratus
- Saprinus cupreus
- Saprinus cyaneus
- Saprinus cyprius
- Saprinus dahlgreni
- Saprinus degallieri
- Saprinus delta
- Saprinus detersus
- Saprinus detritus
- Saprinus discoidalis
- Saprinus distinguendus
- Saprinus divergens
- Saprinus diversegenitalis
- Saprinus dussaulti
- Saprinus erichsonii
- Saprinus exiguus
- Saprinus externus
- Saprinus fallaciosus
- Saprinus felipae
- Saprinus figuratus
- Saprinus flexuosofasciatus
- Saprinus fraterculus
- Saprinus fraudulentus
- Saprinus frontistrius
- Saprinus fulgidicollis
- Saprinus funebris
- Saprinus furvus
- Saprinus gageti
- Saprinus gambiensis
- Saprinus georgicus
- Saprinus gilvicornis
- Saprinus godet
- Saprinus goergeni
- Saprinus graculus
- Saprinus grandiclava
- Saprinus guyanensis
- Saprinus havajirii
- Saprinus himalajicus
- Saprinus immundus
- Saprinus imperfectus
- Saprinus impressus
- Saprinus inausus
- Saprinus infimus
- Saprinus inflatus
- Saprinus intractabilis
- Saprinus intricatus
- Saprinus jacobsoni
- Saprinus kaszabianus
- Saprinus lateralis
- Saprinus lautus
- Saprinus lindrothi
- Saprinus lopatini
- Saprinus lucemseductus
- Saprinus lugens
- Saprinus lutshniki
- Saprinus maculatus
- Saprinus magnoguttatus
- Saprinus mastersii
- Saprinus melas
- Saprinus moyses
- Saprinus muelleri
- Saprinus multistriatus
- Saprinus namibiensis
- Saprinus niger
- Saprinus niponicus
- Saprinus nitiduloides
- Saprinus nitidus
- Saprinus nobilis
- Saprinus optabilis
- Saprinus oregonensis
- Saprinus ornatus
- Saprinus pamiricus
- Saprinus pecuinus
- Saprinus pensylvanicus
- Saprinus perinterruptus
- Saprinus pharao
- Saprinus planiusculus
- Saprinus politus
- Saprinus prasinus
- Saprinus profusus
- Saprinus proximus
- Saprinus pseudobicolor
- Saprinus pseudocyaneus
- Saprinus pulcher
- Saprinus punctatissimus
- Saprinus punctulatus
- Saprinus purpuricollis
- Saprinus quadriguttatus
- Saprinus rhodesiae
- Saprinus rhytipterus
- Saprinus ruber
- Saprinus rufulus
- Saprinus rugifer
- Saprinus rugipennis
- Saprinus secchi
- Saprinus sedakovii
- Saprinus semiopacus
- Saprinus semirosus
- Saprinus semistriatus
- Saprinus simplicifrons
- Saprinus simplicipennis
- Saprinus sinaiticus
- Saprinus spernax
- Saprinus sphingis
- Saprinus splendens
- Saprinus steppensis
- Saprinus sternifossa
- Saprinus strigil
- Saprinus stussineri
- Saprinus subcoerulus
- Saprinus subdiptychus
- Saprinus submarginatus
- Saprinus subnitescens
- Saprinus subustus
- Saprinus subvirescens
- Saprinus suturalis
- Saprinus tenuistrius
- Saprinus turcomanicus
- Saprinus walkeri
- Saprinus vatovai
- Saprinus vermiculatus
- Saprinus verschureni
- Saprinus versicolor
- Saprinus virescens
- Saprinus viridanus
- Saprinus viridicatus
- Saprinus viridipennis